# Igreja da Virgem do Farol
A Igreja da Virgem do Farol (em grego: Θεοτόκος τοῦ Φάρου; romaniz.: Theotokos tou Pharou) era uma capela bizantina construída na parte sul do Grande Palácio em Constantinopla e batizada em homenagem ao farol (pharos) que existia nas redondezas. Ela abrigava a mais importante coleção de relíquias da cidade e funcionou como a principal capela palaciana para os imperadores bizantinos. A igreja não sobreviveu à ocupação latina na cidade.

## História
A igreja foi provavelmente construída em algum momento do século VIII, como atestado pela primeira vez na crônica de Teófanes, o Confessor, em seu texto sobre o ano de 769: seria ali que o futuro imperador Leão IV, o Cazar (r. 775–780) se casaria com Irene de Atenas. A igreja estava localizada perto do centro cerimonial do palácio, a sala do trono do Crisotriclino e colada nos aposentos imperiais. Logo após o final do Iconoclasma, ela foi inteiramente reconstruída e redecorada pelo imperador Miguel III, o Ébrio (r. 842–867). Mesmo depois de restaurada, a igreja ainda era um edifício relativamente pequeno, com uma cúpula estriada, três absides, um nártex e um átrio "esplendidamente decorado". Quando ela foi rededicada, por volta de 864, o patriarca de Constantinopla Fócio proferiu ali uma de suas mais famosas homilias, elogiando a espetacular decoração da igreja, quando na realidade, ele estava sutilmente criticando-a por ser "muito" suntuosa, especialmente por causa de seu pequeno tamanho.
Juntamente com as igrejas de Santo Estevão do Palácio de Dafne e a Igreja Nova, a Virgem do Farol se tornou uma das maiores coleções de relíquias sagradas cristãs. Consequentemente - e também por conta da proximidade dos aposentos imperiais - ela se tornou um dos principais locais cerimoniais no palácio imperial, se tornando, eventualmente, nas palavras de Cyril Mango, "a capela palaciana par excellence".

## Relíquias

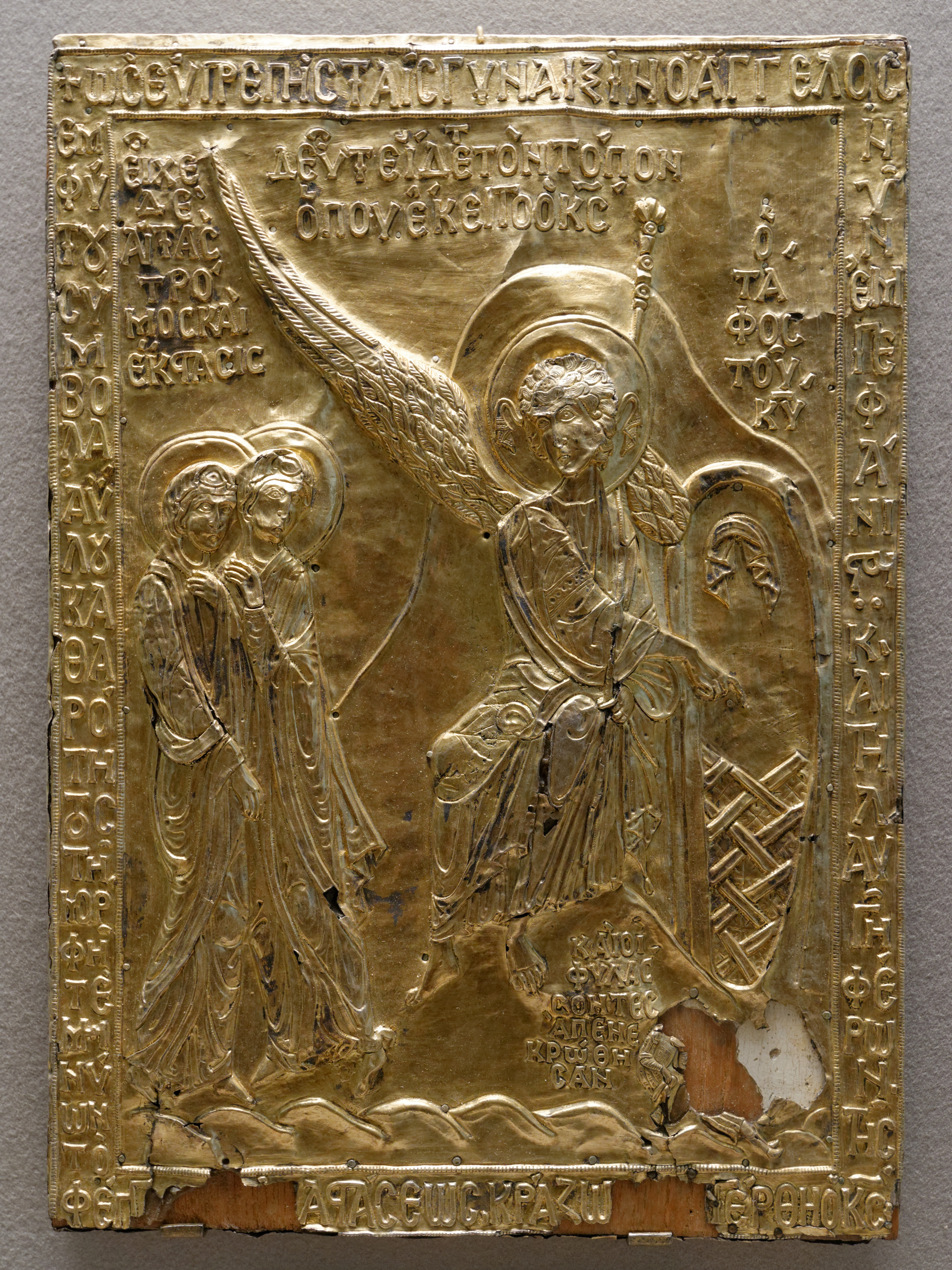
Cobertura em ouro do relicário da lápide do Santo Sepulcro.
Obra bizantina atualmente preservada no tesouro de Sainte-Chapelle..

Já em 940, sua coleção de relíquias incluía a Lança Sagrada e parte da Vera Cruz e, durante os dois séculos seguintes, uma sucessão de imperadores foi acrescentando novos tesouros: a Imagem de Edessa (o Mandílio) em 944, o braço direito de João Batista em 945 (atualmente em exposição no Palácio de Topkapı), as sandálias de Cristo e o Tijolo Sagrado (cerâmio) na década de 960, a carta de Cristo ao rei Abgar V de Edessa em 1032. No final do século XII, de acordo com o relato de Nicolau Mesarita, o escevofílax da igreja, e de peregrinos, como Antônio de Novogárdia, a coleção incluía ainda mais relíquias, relacionadas principalmente à Paixão de Cristo: a Coroa de Espinhos, um dos Santos Cravos, roupas de Cristo, o manto púrpura e a bengala de junco, e até mesmo um pedaço de sua lápide. Como resultado, a igreja era considerada pelos bizantinos como "um outro Sinai, uma Belém, um Jordão, uma Jerusalém, uma Nazaré, uma Betânia, uma Galileia, uma Tiberíades.".
O cruzado francês Robert de Clari, em sua narrativa sobre o saque de Constantinopla pela Quarta Cruzada em 1204, chama a igreja de la Sainte Chapelle ("a Capela Sagrada"). A capela em si foi poupada ao saque durante o evento: Bonifácio de Monferrato tomou rapidamente a área do Palácio de Bucoleão e as relíquias passaram em segurança para as mãos do novo imperador latino, Balduíno I (r. 1204–1205). Nas décadas seguintes, porém, a maioria delas se dispersou por toda a Europa Ocidental, na forma de presentes para influentes e poderosos reis ou foram vendidas para conseguir dinheiro e suprimentos para o claudicante e sempre sem dinheiro Império Latino. Muitas delas, principalmente as que diziam respeito à Paixão, foram adquiridas pelo rei Luís IX da França (r. 1226–1270) e, para abrigá-las, ele construiu também uma capela palaciana especialmente dedicada, caracteristicamente chamada de Sainte-Chapelle, imitando diretamente a Igreja da Virgem do Farol. O conceito da igreja foi novamente imitado na capela relical do Castelo de Karlstejn, construída por Carlos IV, imperador do Sacro Império Romano Germânico (r. 1346–1378) em consonância com o seu desejo de ser o "novo Constantino".